# Isoflavonoide

El 3-fenilcromona (isoflavan) forma les isoflavanes

Els Isoflavonoides són una classe de compostos químics polifenòlics flavonoides. Són compostos biològicament actius com, per exemple els fitoestrògens, produïts per les plantes de la família fabàcia (o lleguminoses).
Els Isoflavonoides de la via de la síntesi dels flavonoides amb liquiritigenina o naringenina.
Els pterocarpans deriven dels isoflavonoides.

## Química
Mentre que els flavonoides (en sentit ample) estan compostos de 2-fenilcromona-4-ona els isoflavonoides ho són de 3-fenilcromona-4-ona (fórmula química: C15H10O₂, massa exacta : 222.0680792) sense substitució pel grup hidroxil a la posició 2 (en el cas de les isoflavones) o el 3-fenilcromona.